# East Peoria
East Peoria es una ciudad ubicada en el condado de Tazewell, Illinois, Estados Unidos. Tiene una población estimada, a mediados de 2021, de 22 276 habitantes.
Es parte del área metropolitana de Peoria. 

## Geografía
La ciudad está ubicada en las coordenadas 40°40′24″N 89°32′30″O / 40.67333, -89.54167. Según la Oficina del Censo de los Estados Unidos, tiene una superficie total de 58.81 km², de la cual 53.57 km² corresponden a tierra firme y 5.24 km² están cubiertos de agua.

## Demografía
Según el censo de 2020, en ese momento la ciudad tenía una población de 22 484 habitantes. La densidad de población era de 421.29 hab./km². El 90.03% de los habitantes eran blancos, el 1.57% eran afroamericanos, el 0.25% eran amerindios, el  0.97% eran asiáticos, el 0.07% eran isleños del Pacífico, el 1.07% eran de otras razas y el 6.04% eran de una mezcla de razas. Del total de la población, el 3.34% eran hispanos o latinos de cualquier raza.